# Heathsville (Carolina del Norte)
Heathsville es una  área no incorporada ubicada del condado de Halifax  en el estado estadounidense de Carolina del Norte. 